# إرنست لوسون
إرنست لوسون (بالإنجليزية: Ernest Lawson)‏ هو رسام أمريكي، ولد في 22 مارس 1873 في هاليفاكس في كندا، وتوفي في 18 ديسمبر 1939 في كورال غيبلز في الولايات المتحدة.

## وصلات خارجية
- إرنست لوسون على موقع الموسوعة البريطانية (الإنجليزية)